# Gistaín
Gistaín (aragónul Chistén) település Spanyolországban, Huesca tartományban. Gistaín Benasque, San Juan de Plan, Plan, Tella-Sin, Bielsa, Loudenvielle, Génos és Saint-Lary-Soulan községekkel határos. Lakosainak száma 116 fő (2024).

## Népesség
A település népessége az utóbbi években az alábbiak szerint változott:
| Lakosok száma | 175  | 161  | 158  | 154  | 150  | 143  | 137  | 142  | 133  | 116  |
|               | 2001 | 2004 | 2006 | 2009 | 2011 | 2014 | 2016 | 2019 | 2021 | 2024 |